# Kongo-Brazzaville i olympiska sommarspelen 2000
Kongo-Brazzaville deltog i de olympiska sommarspelen 2000 med en trupp bestående av fem deltagare, tre män och två kvinnor, men ingen av landets deltagare erövrade någon medalj.

## Friidrott
Herrarnas 400 meter
- Benjamin Youla
  1. Omgång 1 – 47.54 (gick inte vidare)

Damernas 800 meter
- Leontine Tsiba
  1. Omgång 1 – 02:04.08 (gick inte vidare)